# Wattie Buchan
Walter "Wattie" Buchan (n. Edimburgo, Escocia; 24 de julio de 1956) es un cantante y músico escocés. Conocido principalmente por ser el vocalista de la banda de hardcore punk/crossover thrash The Exploited.

## Biografía
Buchan nació el 24 de julio de 1956 en Edimburgo, Escocia. Su primer empleo fue el de carnicero, luego de esto entró en el ejército británico como soldado antes de unirse a The Exploited (en el foro oficial la banda explica que es mentira lo de Wattie quedándose más de lo necesario en el ejército y llegó a ser un tirador de elite). 
Se interesó por el punk rock en la década de 1970 después de escuchar música de bandas como Sex Pistols. 

## Carrera musical
Wattie (quien por entonces estaba desempleado), se unió a The Exploited como vocalista luego de que Terry Buchan, uno de los hermanos menores de Wattie, dejara la banda y en consecuencia Wattie se une a la misma.
The Exploited fue originalmente formada en 1978 por el hermano de Wattie, Terry. Originalmente tocaban estilos como Street punk y Oi!, pero más tarde experimentaría en estilos como el crossover thrash y el thrash metal directamente.
En marzo de 1981 firmaron con Secret Records y lanzaron su EP debut Army Life. El álbum Punk's Not Dead fue lanzado el mismo año. A pesar de muchos cambios en la formación, la banda continuó hasta la década de 2000 y ha desarrollado seguidores en todo el mundo.

## Vida privada
Actualmente es un fanático del fútbol y del paintball, juego que simula combates con balas de pintura, además es un seguidor del equipo escocés Hearts donde más de alguna vez estuvo en el lado de la barra donde los hooligans peleaban con las hinchadas rivales, incluyéndolo a él como iniciador de disturbios. Se le adjudican además muchas "xenofobias" que fueron desmentidas en el foro oficial de esta banda. 
Un hecho menos conocido es el que pasó una vez que fue a un recital de punk donde había bandas de anarkopunk. Iba acompañado de una amiga que se llamaba o se hacía llamar Annie Anxiety, Wattie jamás intentó provocar a nadie pero a los veinte minutos estaba ya arrinconado acosado por anarquistas que lo interrogaban a cerca de sus creencias, ideología, discos, etc. Él había pagado una libra por ver un simple concierto de punk pero tuvo que irse por motivos de seguridad. También lo interrogaron por sus canciones consideradas machistas y sexistas como "Sexual favours" o "Porno Slut".
Buchan esta casado con Gena Buchan. Wattie fue un skinhead en su juventud.

### Problemas de salud
En febrero de 2014, Buchan sufrió un infarto en el escenario de Lisboa, Portugal. The Exploited había estado de gira con Hatebreed y Napalm Death. Fue ingresado en el Hospital S. José de Lisboa después del espectáculo y luego trasladado al Hospital S. Marta para recuperarse y someterse a una cirugía cardíaca. The Exploited canceló el resto del Tour Of Chaos 2014 debido al estado de Buchan. El 29 de junio de 2014, la página de Facebook de Exploited proporcionó una actualización sobre el estado de Buchan, diciendo que después de una operación cardíaca exitosa, la banda estaba practicando material nuevo. 
En una entrevista con la revista Rock Hard en mayo de 2016, dijo que había sufrido de depresión, lo que estaba afectando su capacidad para escribir nuevas letras.

### Puntos de vista y creencias
Buchan odia abiertamente la política. También odia la religión. Cuando se le preguntó sobre la religión, Buchan dijo: 
Odio la religión. Para mí, todos son libres de creer en algo. Sólo porque creas en algo de eso no significa que tú... pero no puedo entender a la gente a la que le importa la religión más que cualquier otra cosa. Yo digo: ¿Qué? ¿Qué carajo? Simplemente odio la religión. 
Buchan es anarquista. Buchan ha condenado a varios políticos, entre ellos George W. Bush, Margaret Thatcher y Tony Blair. Buchan dijo sobre Thatcher: 
Era un poco idiota, pero al menos era honesta. 
La canción "Maggie" de The Exploited, trata sobre Thatcher. En la letra de la misma, Buchan llama a Thatcher un "coño". Buchan ha dicho que Blair "es un completo imbécil mentiroso y de mierda". Buchan ha criticado a George W. Bush por la Guerra de Irak que comenzó en 2003. Buchan dijo: 
Es increíble, esta gente tiene tanto poder, y empiezan todas estas guerras. Todo el mundo lo ve, pero nadie hace nada para detenerlo.
Buchan es pro-Palestina y ha condenado el trato que Israel da a los palestinos. En una entrevista con I Probably Hate Your Band, Buchan expresó sus puntos de vista: 
Incluso con Israel y Palestina, el pueblo palestino es como prisioneros y el mundo no hace nada al respecto porque Estados Unidos los respalda, los respalda porque quieren bases para sus aviones en esa área.
Una de las canciones en las que The Exploited trabajó durante la década de 2010 es una canción llamada "My TV", que según Buchan "trata sobre ver las noticias con Israel bombardeando Palestina y los políticos siendo unos cabrones codiciosos". Buchan también ha criticado la política extranjera tanto de Estados Unidos como de Gran Bretaña, diciendo: 
Muchos de los problemas se han creado entre Gran Bretaña y Estados Unidos. Como Irak, la maldita Libia... todo tiene que ver con el petróleo. Todo tiene que ver con el puto petróleo. Ahora Gadafi está muerto, el puto Saddam Hussein está muerto, y es como si la gente que vive allí simplemente viviera una vida de miseria... incluso con Israel y Palestina, el pueblo palestino es como prisioneros y el mundo no hace nada al respecto porque Estados Unidos está detrás de ellos, respaldándolos porque quieren bases para sus aviones en esa zona. Y eso me parece muy triste, que todos los problemas con el terrorismo, creo, porque si alguien matara a mi familia entonces querría venganza. Hay cientos y miles de civiles asesinados, miles y miles de personas asesinadas y es como si alguien matara a mi familia, querría venganza. Y mucho de esto tiene que ver sólo con el petróleo. Y luego EIIS, Estados Unidos les dio sus malditas armas en primer lugar. Estados Unidos y Gran Bretaña les dieron armas a todos porque les conviene, y cuando no les conviene, son jodidos terroristas. Es una puta mierda, hombre.

## Rivalidad y crítica hacia otros músicos
Buchan es conocido por criticar a otros músicos y por iniciar peleas con otros músicos. El título del álbum Punks Not Dead de The Exploited es una reacción a la canción "Punk is Dead" de sus contemporáneos del anarcopunk Crass. Buchan ha sido abierto acerca de que no le gusta Crass y dijo: 
La gente escucha bandas y cree lo que cantan, Crass eran sólo palabras. Estaban llenos de mierda. Dijeron que creían en esto y aquello, pero compraron compañías discográficas con el nombre de otras personas para que no se pudiera rastrear hasta ellos. Para ellos, todo era cuestión de dinero. 
Además de Crass, Buchan ha criticado a muchas otras bandas y músicos, incluidos Henry Rollins, Jello Biafra, Green Day, Bad Religion, Linkin Park, The Offspring y Descendents. Buchan también ha criticado el género emo, diciendo:
¡Los emos son una mierda! ¡Se lo pueden meter en el culo!
Buchan acusó a la banda de punk rock Buzzcocks de "venderse". Buchan dijo sobre los Buzzcocks: 
Solían ser buenos pero realmente se vendieron. Muchas de las bandas aquí solían ser buenas hasta que se volvieron más pop rock. Como cuando yo era punk (cuando era joven), solía ver a los Buzzcocks en vivo. Fue genial.
Cuando los Exploited estaban en el Amnesia Rockfest, Buchan, durante una entrevista, criticó a las otras bandas en el festival de música, diciendo: 
Bueno, aquí en el Rockfest, hay muchas bandas que se definen a sí mismas como bandas de punk, pero son una mierda. Están tan orientadas al pop que ni siquiera defienden ningún valor; no merecen el estatus de ser definidas como bandas de punk.
Buchan ha sido conocido por su rivalidad con el exmiembro de Dead Kennedys, Jello Biafra, llegando incluso a protagonizar peleas con él. La canción de The Exploited "I Hate You" es sobre Biafra. En el álbum Live at the White House, presenta la canción con un insulto a Biafra y afirma que se acostó con su esposa. En el mismo álbum, dedica la canción "Wankers" al artista Pushead, quien afirmó que no le pagaron ni le acreditaron por su trabajo con la banda, y la canción "Daily News" a Maximumrocknroll. Cuando se le preguntó en un documental por qué no le gustaba Biafra, Buchan dijo que "no lo recordaba". En mayo de 2016, Buchan también criticó a Slayer por negarse a permitir que Exploited apareciera en el escenario con ellos después de que Exploited le permitió a Slayer hacer un cover [en colaboración con Ice-T] de tres de sus canciones para la banda sonora de Judgment Night por solo un pequeño pago.
Cuando se le preguntó a Buchan qué bandas le gustaban después de que criticara a varios otros artistas que aparecían en el Amnesia Rockfest. Buchan respondió mencionando Charged GBH, Carcass, No Fun at All, Skinny Puppy y Ministry. También dijo de Slayer: "Slayer está bien. Quiero decir, sólo algunas de sus cosas están bien. Me abstendré de decir nada más sobre ellos". 

Buchan dijo sobre The Real McKenzies: 
No siento ningún vínculo político especial con ellos: mi hermano, el baterista de la banda, es mucho más consciente de la política escocesa. Sin embargo, he tocado con ellos algunas veces. Son unos alcohólicos totales. Son buena gente, sus conciertos siempre son emocionantes. 

### Rivalidad con Conflict
Tras la aparición de The Exploited en Top of the Pops para interpretar "Dead Cities" en 1981, la banda de hardcore punk Conflict criticó la decisión de aparecer en el programa con la canción "Exploitation". Esto inició una disputa de larga data entre The Exploited y Conflict, que dividió a la comunidad punk y provocó enfrentamientos ocasionales entre los fanáticos de las bandas (conocidos como The Barmy Army para the Exploited y Conflict Crew para Conflict).

### Rivalidad con Green Day
En una ceremonia de premiación de una revista de música, Buchan estaba entregando un premio que ganó Green Day, banda que Buchan odia. Buchan tuvo que entregar el premio a Green Day. Buchan alegó que durante la fiesta posterior, Billie Joe Armstrong, vocalista y guitarrista de Green Day, lo confrontó y le dijo: "Cuando mueras, estaré parado frente a tu tumba, riéndome de ti". A lo que Buchan luego respondió a Armstrong, diciéndole: Tengo algo que tú nunca tendrás, amigo. Podrías tener una gran compañía discográfica y un montón de dinero, pero yo tengo algo que tú nunca tendrás, y eso es respeto de los punks. No puedes comprarlo, tienes que ganártelo. Los dos tuvieron que ser separados por los espectadores.

## Otros datos
- Wattie tiene un hijo de 21 años.
- A pesar de que la imagen de The Exploited y en especial de Wattie, con mohicano rojo, Dr. Marteens y chaqueta de cuero, ha permanecido en el imaginario colectivo de sus seguidores, en sus inicios la banda llevaba una estética más cercana a la de los primeros punk: pelos cortos y teñidos, poleras de Vivienne Westwood y Dr. Martens además de alfileres.
- Su hermano Willie toca la batería junto con él.[2]
- Wattie Buchan ha sido el único miembro de The Exploited que ha permanecido en la banda por toda su carrera.
- Una gira es cancelada luego de una pelea en medio de un show entre Karl Morris y Wattie. Como resultado Karl Morris y Wayne Tyas dejaron la banda, diciendo que los hermanos Buchan les habían robado.
- Wattie aparece en el documental King of Punk entrevistado.

## Discografía

### The Exploited
- Punk's Not Dead
- Troops of Tomorrow
- Let's Start a War
- Horror Epics
- Death Before Dishonour
- The Massacre
- Beat the Bastards
- Fuck the System